# August Fleischmann (Politiker)
August Fleischmann (* 14. Februar 1826 in Weißenburg in Bayern; † 18. Februar 1887 ebenda) war ein deutscher Verwaltungsjurist und Politiker in Bayern.

## Leben
Fleischmann studierte an der Ludwig-Maximilians-Universität München Rechtswissenschaft. 1845 wurde er Mitglied des Corps Onoldia. Nach Abschluss des Studiums war er von 1854 bis zu seinem Tod 1887 Oberbürgermeister seiner Heimatstadt Weißenburg. Von 1869 bis 1886 gehörte er der Kammer der Abgeordneten (Bayern) an. Somit gehörte er für den Stimmkreis Weißenburg i.Bay. acht Landtagen an. Dabei war er Mitglied mehrerer Ausschüsse. Er war Mitglied der Bayerischen (Deutschen) Fortschrittspartei, ab 1875 der Vereinigten Liberalen und ab 1881 der Nationalliberalen Partei. Fleischmann war Protestant. Er verstarb vier Tage nach seinem 61. Geburtstag.